# Qullasuyu
Qullasuyu (aymara: Qullasuyu  hør ? og Quechua, qulla (syd), Qulla en stamme, suyu region, betegnelsen for de fire regioner i Inkariget, "sydlig region", på spansk stavet Collasuyu, Kholla Suyu) var et område beliggende i det nuværende Bolivia, det nordlige og centrale Chile og det nordøstlige Argentina så langt sydpå som til floden Maule.
Området blev erobret af inkaerne i 1500-tallet, hvorefter Qullasuyu indgik som den sydøstlige provins i Inkariget. Qullasuyu var den største af de fire suyu'er og var sammen med Kuntisuyu en del af Inkarigets "Hurin Suyukuna" (sydlige regioner).

## Tiden før inkaernes erobring
Qullasuyu har fået sit navn efter qullaerne (spansk stavning collaerne, eller Hatun colla), der var en af de mægtigste stammer, der satte sig op imod det ekspanderende Inkarige. Udover qullaerne, der primært var bosat i områderne omkring Cochabamba og Potosi, var området beboet af flere aymara-stammer, der var vokset frem efter Tiwanaku-kulturens forsvinden omkring år 1150. De førende stammer i området var Lupaca, der sammen med Qullaerne kontrollerede det meste af regionen omkring Titicacasøen.

## Inkaernes erobring
Inca Pachacutec, der havde besejret cancha-stammen og konsolideret sin magt i Cuzco søgte at udbrede sit rige gennem erobring af området syd og sydøst for Titicacasøen, der var befolket af de forskellige Qulla- og Aymarastammer. Pachacutec samlede sin hær som han førte mod Titicacasøen. Her blev han mødt af Qullaernes leder, Chuchi Capac. Det lykkedes Pachacuti at tage Chuchi Capac til fange, hvilket afgjorde slaget. De øvrige qullaledere blev ligeledes tilfangetaget og Pachacuti bragte dem til hovedstaden Hatun Qulla, hvor Pachacutec forlangte loyalitet og underkastelse af Chuchi Capacs undersåtter.
Da Pachacuti havde fået løfte om qullaernes loyalitet, og da han havde modtaget tilstrækkeligt med gaver af det undertvungne folk, drog Pachacuti tilbage til Cuzco med de tilfangetagne qullaledere. I Cuzco blev Chuchi Capac halshugget i Coricancha og de øvrige ledere indespærret i et uhumsk fængsel.
Inkaernes indtrænges i regionen gik dog langsomt. Regionens beboere, herunder aymaraerne var i vidt omfang i stand til at yde inkaerne modstand, og først med inkaen Huayna Capac lykkedes det Inkariget omkring år 1500 at undertvinge sig hele regionen. Aymaraerne i området havde dog en forholdsvis vidtrækkende autonomi i Inkariget, og beholdt retten til at tale sit sprog aymara og blev således ikke som andre undertvungne folk pålagt at tale quechua.

## Nutid
En række bevægelser blandt områdets oprindelige folk, har som mål at etablere et "Stor-Qullasuyu" (Qullana Suyu Marka) i området, der tidligere var omfattet af Tawantinsuyu.
Aymaraerne, der bl.a. har søgt at opnå et politisk talerør gennem afholdelse af en række parlamentariske forsamlinger, der benævnes "Parlamento del Pueblo Qullana Aymara" (Qullana Aymarafolkets parlament) og den formelle leder af aymaraerne Apu Mallku har erklæret oprettelse af et Stor-Qullasuyu som politisk mål. Tilsvarende har den Bolivianske venstrefløjspolitiker og tidligere oprørsleder Felipe Quispes og dennes bevægelse Movimiento Indígena Pachakuti erklæret etableringen af et Stor-Qullasuyu som mål.